# 无限元素
《无限元素》（英語：The Element of Freedom）是美国創作歌手艾莉西亚·凯斯的第四张录音室专辑，于2009年12月11日由J唱片公司发行。专辑于2009年5月至9月在纽约长岛录制，专辑的制作阵容包括艾莉西亚·凯斯, Jeff Bhasker, Swizz Beatz, Noah "40" Shebib以及Kerry "Krucial" Brothers。
《无限元素》在首周卖出了41万7千张的不错销量，在美国告示牌专辑销售榜中位列第二。这也是艾莉西亚·凯斯第一张在美国没有夺冠的专辑，同样也是她第一张在英国榜登顶的专辑。《无限元素》在发行一个月后，被美国唱片工业协会认证为白金唱片。这张专辑一共打了五首单曲，并取得了不错的成绩。虽然在专辑的较为低沉的曲调以及词曲的创受到了一些批评，但是这张专辑还是得到了大多数音乐评论家的好评。目前《无限元素》在美国的销量为140万，而全球销量超过了400万。
艾莉西亚·凯斯为了配合专辑宣传，进行了无限元素巡回演唱会世界巡演。

## 创作背景
艾莉西亚在创作完自己第三张专辑《平凡如我》之后，开始努力探索如何才能真正的实现自我，做出自己真正想要的决定，而不仅仅是为了获得荣誉。艾莉西亚描述这张专辑时用了多元化这个字，但是又恰到好处的平衡。专辑中的歌曲一方面充满力量，另一方面又非常脆弱。这也是这张专辑的主题所在。这张专辑有一种充满力量尖锐的感觉，但是同时又会有舒缓，脆弱和精致的感觉。在BET的106 & Park，艾莉西亚说，“当你沉浸在歌曲中你会很自然的兴奋起来。我想让你们体验自由的感觉，感受那种创造性，倍受启发，你们肯定想踏上旅程。我知道你们肯定会大吃一惊，你们将会听到不一样的音乐，听到的可能和你们想象中我的音乐不一样。”在接受泰晤士报采访时艾莉西亚透露，在专辑创作期间，她听了Genesis, Tears for Fears，Fleetwood Mac 和 The Police的音乐。
在一次公告牌杂志的采访中，艾莉西亚强调：“只要排除所有的界限和限制，你就能变得自由，才能尽情的展现出你的自由。”《无限元素》原本打算在09年的12月1日发行的，作为支持世界艾滋病日的活动之一，但是专辑中有补充的歌曲需要录制，所以推迟到15号发行。J唱片公司的市场高级副总裁给出的解释是：“艾莉西亚在工作室还有一些事情需要处理，所以我们给了她需要的时间。”艾莉西亚指出这张专辑的制作显得非常匆忙，在接受一份苏格兰语报纸The Scotsman采访时，艾莉西亚说：“那些歌曲还没有完全好，就这样发行专辑显得非常不公平，虽然只是两周的时间，但是至少会制作出一张更好的专辑。”

## 专辑创作
艾莉西亚从2009年的五月开始筹备新专辑，在此之间，艾莉西亚和她的音频工程师买了几架质量很好的电子琴。艾莉西亚把Moog看做特殊的最好的朋友。专辑的录制工作在纽约长岛的The Oven Studios录制完成。艾莉西亚说刚开始着手新专辑的工作时，不知道具体做什么，虽然知道要制作新专辑。在筋疲力尽之后，艾莉西亚最终找到了答案，那就是让自己自由。艾莉西亚解释说这张专辑的创作是如何克服失落，而她想表达的就是寻找更多的自由。在此之前，我只想到展示自己充满力量的一面，而现在是力量和脆弱的混合体。一种全新的声音，一种完全不同的感情。这对我具有很大意义。艾莉西亚倾心于动听的音调，但是这张专辑则像是一块自由地带。
MTV新闻报道说艾莉西亚将会和杰斯合作帝国之心第二部分，是杰斯的专辑The Blueprint 3中的歌曲帝国之心第二个版本。但是最终专辑中这首歌却没有杰斯。
在11月中旬，作为艾莉西亚转接的制作人之一的Brothers在推特上说加拿大歌手drake将会出现在艾莉西亚的新专辑中。Drake在说起和艾莉西亚的合作时，激动之情溢于言表：“这是我有生之年在音乐工作室最棒的经历。我来到录音室，艾莉西亚就说“这就是工作节奏，你为我演奏你最喜欢的歌曲，然后我们开始PK”，这就好像是一种转变，从听最棒的音乐到创造一首歌曲的蜕变，甚至没人注意到，因为当艾莉西亚开始触碰第一个键盘时，我就开始创作了。”艾莉西亚指出由于专辑推迟发行，所以她才能够录制“How It Feels to Fly”，而和drake和碧昂斯在专辑中的合作则被艾莉西亚认为是她音乐生涯中最兴奋的合作。

## 市场推广
在2009年的VMA后的一天，艾莉西亚就在YouTube的个人频道发布了专辑首支单曲《毫无意义》的音频，这首歌于11月22日正式打单。在10月艾莉西亚到Regis and Kelly现场演绎了这首歌。这首歌在公告牌单曲榜最高来到60，而在公告牌R&B榜最高名次来到14位.10月21日艾莉西亚在纽约大学举办了“无限元素 Lecture & Performance Series”，其中唱了新的单曲《心碎入眠》，这首歌是由艾莉西亚和Jeff Bhasker制作，是专辑的第二首单曲，MV在11月16日发布。在11月29日的第六季的The X Factor表演了《帝国之心》、《毫无意义》与《無人能比》；在12月16号，BET的 106 & Park为艾莉西亚举行了一起长达两小时的特别节目，命名为106 & Keys，这个节目由艾莉西亚的MV倒计时发布和现场演唱。
在12月1日艾莉西亚在纽约举办了世界艾滋病日义演，并通过youtube直播。专辑发布前一周，专辑中的歌曲泄露。2010年1月7日艾莉西亚在纽约举行“艾莉西亚 Keys & Friends”演唱会。9号在SNL表演；随后在美国在线表演；14号情人节艾莉西亚在NBA全明星赛的中场休息时间进行表演；在3月3号，艾莉西亚开始在北美巡演，在四月下旬，艾莉西亚的巡演来到欧洲。

## 单曲成绩
艾莉西亚在2009年12月22日发布首支单曲《毫无意义》，这首歌收到了评论界的好评，被拿来和艾莉西亚以前的单曲《No One》、《Superwoman》与《如果没有你》做比较。这首单曲还算成功，在欧洲成绩颇佳，瑞士进入前五，英国前10，在公告牌R&B榜最高14，不过在公告牌单曲榜最高只有60。
11月17号艾莉西亚发布了专辑的第二首单曲《心碎入眠》，收到了评论的欢呼，作为出色的合成以及仿佛回到80年代的旋律，让这首歌成为这张专辑最突出的作品之一。这支单曲的成绩也比前一首单曲取得了更大的成功，在挪威取得第二，丹麦第五，在公告牌单曲榜取得了27，而在R&B榜来到了亚军的位置。这首歌在英国是作为第三单曲打的，取得了第七的成绩。
和碧昂斯合作的《把它放进爱情之歌中》也作为单曲发布，在澳大利亚取得了最好的成绩来到18.这首歌在美国的单曲发布遇到了困难，这个歌的MV的发布时间一推再推，到现在最终没有推出，这首歌在R&B来到第60位。艾莉西亚个人版本的《帝国之心》在其他国家打单，取得了非常好的销量，在英国最高来到第四，瑞士是第六，爱尔兰是第八，而在公告牌单曲榜也取得了55的成绩。
在美国，“Un-Thinkable (I'm Ready)”从4月13号开始发威，这是专辑中在美国最成功的单曲，在R&B榜取得了连续12周的冠军，在单曲榜取得了21名。五月法布尔和drake合作的混音版。10月16号，艾莉西亚迎来了自己生命中第一个小朋友。11月28日在英国发布单曲《等待你看到我的笑脸》，这首歌和Un-Thinkable (I'm Ready)是一起发布的，其中Wait 'Til You See My Smile这首歌的MV是全球征集，最终选择了其中的一首作为这首歌的MV。

## 评论反应
《无限元素》得到了大多数音乐评论家的正面回应。很多音乐创作人注意到了艾莉西亚在词曲创作上的改变，艾莉西亚新专辑的创作风格从70年代的节奏蓝调和灵魂乐转变为80、90年代的以流行为中心的音乐。纽约时报的Ben Ratliff评论这张专辑的歌曲为“非常专业，舒缓，清澈，古典的钢琴伴奏，和弦上的改变让歌曲流行、简单，而歌曲中的hip-hop节奏令人难忘。”
华盛顿邮报的Allison Stewart则认为艾莉西亚过度依赖mid-tempo，在歌曲表达爱情，思念这种主题时显得重叠。
艾莉西亚新专辑被一些评论家拿来和prince作比较，Allmusic的Stephen Thomas Erlewine更是指出艾莉西亚很明显的受到了prince的影响。他认为艾莉西亚新专辑牺牲了她个人早期的复古灵魂，取而代之的商业化的创作。他对这张专辑评价为总结为“干净，小规模的情歌集合集受prince启发的流行音乐。”Allmusic把《无限元素》的主要风格定义为R&B，同时还有new soul，和adult alternative and pop rock多种风格。很多创作人还意识到专辑中第10首歌，“Put It in a Love Song”，这首歌很容易和专辑中的其他歌曲区别出来，被认为是一首梦幻，有点眩晕的作品。
在Metacritic，这张专辑只得到了67分的及格分，这个分数是综合评论计算的结果。MusicOMH的Andrew Burgess给这张专辑打出了3.5颗星，称赞新专辑是来自艾莉西亚动人声线的完美旋律，整张专辑传递出深厚的感情。评价是09年最好的流行专辑之一。
BBC online的Daryl Easlea写到，艾莉西亚有着狐狸般的狡猾，使得歌迷陶醉在《无限元素》带来的意外的愉悦中，从专辑歌曲的鼓点中感受到艾莉西亚充满爆发力、饱含深情的声音。
Chicago Tribune的Greg Kot则认为这是艾莉西亚最连贯的专辑，也是key最低的，相对于上一张专辑，这张专辑没有上一张的不自然和花样。
The Observer 的Killian Fox则表示这是一张自信，精致，现代灵魂乐的专辑，但是并没有太大的创新。
Los Angeles Times的Randy Lewis给了favorable，认为专辑主题明确，表示艾莉西亚深入挖掘了独立自由的含义。但是在歌词的创造上还是那些陈词滥调。
Digital Spy's的 Nick Levine给出了四分的高评价，评价到非常感谢艾莉西亚的声音，以及她熟练的演唱技巧值得一次又一次的欣赏，她甚至让那些迂腐的话变得动听。
Entertainment Weekly的Leah Greenblatt评论到艾莉西亚渐渐把一些罕见的东西：传统的美德放进了流行音乐，还提到平凡的歌词在艾莉西亚金属般嗓音的演绎下闪光。
USA Today的 Steve Jones表示专辑中的歌曲饱含力度，主题连贯，感觉这张专辑比起艾莉西亚以前的作品有细部的差异，但会显得更加舒适。
The Independent的Simon Price则持反面意见，认为专辑中的歌曲很分离，难以辨识，像一片镇静剂。
Rolling Stone的Rob Sheffield则认为这张专辑压缩了艾莉西亚的声音，听多了感觉不像艾莉西亚的声音，特别是抒情歌曲。
Vibe的 Clover Hope特别指出艾莉西亚在歌词创作方面非常生硬，机械化。指出这张专辑缺少勇敢以及天赋，而这些是让歌迷初次听到艾莉西亚的声音就喜欢上的东西。
Spin的Mikael Wood评论到艾莉西亚似乎无意开拓新天地，通过一系列差不多的歌词和钢琴灵魂音乐来调整自己的音乐，令人想小睡一会。
Slant Magazine的Matthew Cole说到想艾莉西亚这样聪明有才华的创作者应该能做的比这更好。
PopMatters的Tyler Lewis在10分中只给出了3分的低评，评价是毫无启发，盲目跟风电子音乐的专辑，刺耳的演唱以及平庸的歌词。
Chicago Sun-Times的Jim DeRogatis认为艾莉西亚的歌词空虚，平庸，听起来像是在炫耀。

## 专辑曲目
| 曲序 | 曲目                                                        | 词曲                                                                                               | 时长 |
| ---- | ----------------------------------------------------------- | -------------------------------------------------------------------------------------------------- | ---- |
| 1.   | 自由的元素（前奏）（Element of Freedom (Intro)）            | | 0:12 |
| 2.   | 盲目的爱（Love Is Blind）                                   | 艾莉西亚·凯斯, Jeff Bhasker                                                                        | 3:49 |
| 3.   | 毫无意义（Doesn't Mean Anything）                           | Keys, Kerry Brothers, Jr.                                                                          | 4:32 |
| 4.   | 心碎入眠（Try Sleeping with a Broken Heart）                | Bhasker, Keys, Patrick "Plain Pat" Reynolds                                                        | 4:09 |
| 5.   | 等待你看到我的笑脸（Wait Til You See My Smile）             | Keys, Bhasker, Kasseem Dean                                                                        | 4:01 |
| 6.   | 我的爱是多么的坚强（That's How Strong My Love Is）          | Keys                                                                                               | 4:04 |
| 7.   | 不经考虑（我准备好了）                                      | Keys, Aubrey Graham, Brothers, Noah "40" Shebib                                                    | 4:09 |
| 8.   | 爱情是我的病痛（Love Is My Disease）                        | Keys, Brothers, Toby Gad, Meleni Smith                                                             | 4:01 |
| 9.   | 像大海一样（Like the Sea）                                  | Keys, Bhasker                                                                                      | 4:13 |
| 10.  | 把它放进爱情之歌中（Put It in a Love Song）（与碧昂丝合唱） | Keys, Dean                                                                                         | 3:15 |
| 11.  | 这张床（This Bed）                                          | Keys, Brothers, Steve Mostyn                                                                       | 3:45 |
| 12.  | 时间和距离（Distance and Time）                             | Keys, Brothers, Mostyn                                                                             | 4:27 |
| 13.  | 感觉在飞翔（How It Feels to Fly）                           | Keys, Brothers                                                                                     | 4:42 |
| 14.  | 帝国之心（第二部分）（Empire State Of Mind (Part II)）      | Keys, Al Shuckburgh, Shawn Carter, Jane't Sewell-Ulepic, Angela Hunte, Bert Keyes, Sylvia Robinson | 3:36 |

Track 14 contains an interpolation of "Love on a Two-Way Street", written by Bert Keyes and Sylvia Robinson, as performed by The Moments.
| 附赠曲目 | 附赠曲目                                          | 附赠曲目 |
| 曲序     | 曲目                                              | 时长     |
| -------- | ------------------------------------------------- | -------- |
| 15.      | Stolen Moments（Target/iTunes/Japan bonus track） | 4:52     |
| 16.      | Heaven's Door（Japan bonus track）                | 3:18     |

| 豪华版附赠曲目 | 豪华版附赠曲目                             | 豪华版附赠曲目    | 豪华版附赠曲目 |
| 曲序           | 曲目                                       | 词曲              | 时长           |
| -------------- | ------------------------------------------ | ----------------- | -------------- |
| 15.            | Through It All                             | Keys, Brothers    | 4:28           |
| 16.            | Pray for Forgiveness                       | Keys, Linda Perry | 4:44           |
| 17.            | Stolen Moments（Target/iTunes/Japan only） |                   | 4:52           |
| 18.            | Heaven's Door（Japan only）                |                   | 3:18           |

| 豪华版DVD附赠曲目 | 豪华版DVD附赠曲目                                                                    | 豪华版DVD附赠曲目 |
| 曲序              | 曲目                                                                                 | 时长              |
| ----------------- | ------------------------------------------------------------------------------------ | ----------------- |
| 1.                | 《毫无意义》（Intimate "Acoustic" Studio Performance）                               | 3:55              |
| 2.                | Empire State of Mind (Part II) Broken Down（Intimate "Acoustic" Studio Performance） | 1:59              |
| 3.                | 《心碎入眠》（Intimate "Acoustic" Studio Performance）                               | 3:39              |
| 4.                | No One（Intimate "Acoustic" Studio Performance）                                     | 4:09              |
| 5.                | 《毫无意义》（music video）                                                          | 5:13              |

| 帝国版 - 帝国单曲碟 | 帝国版 - 帝国单曲碟                    | 帝国版 - 帝国单曲碟 |
| 曲序                | 曲目                                   | 时长                |
| ------------------- | -------------------------------------- | ------------------- |
| 1.                  | Lover Man                              | 3:17                |
| 2.                  | Almost There                           | 3:37                |
| 3.                  | No One（live）                         |                     |
| 4.                  | Like You'll Never See Me Again（live） |                     |
| 5.                  | If I Ain't Got You（live）             |                     |
| 6.                  | Karma（live）                          |                     |
| 7.                  | Fallin'（live）                        |                     |